# Izaías e seus Chorões
Izaías e seus Chorões é um conjunto regional de choro formado em São Paulo, no início da década de 70. Alguns dos integrantes são o bandolinista Izaías Bueno de Almeida e Israel Bueno de Almeida, que toca violão de 7 cordas.
O grupo participou de diversos programas sobre choro na TV Cultura de São Paulo e acompanhou músicos famosos como Altamiro Carrilho, Paulinho da Viola e Arthur Moreira Lima, dentre outros.

## História
Conforme depoimento dado pelos irmãos Izaías (SP, 1937) e Israel Bueno de Almeida (SP, 1943) para o livro “CHORANDO NA GAROA – MEMÓRIAS MUSICAIS DE SÃO PAULO”, de José de Almeida Amaral Júnior, ambos eram apaixonados por música desde a meninice. Seu pai, sr. Benedito, ferroviário, tocava clarinete e conhecia muito de teoria musical. Isto certamente acabou influenciando os meninos.
Izaías iniciou primeiro o trato com a música. Israel, mais novo, acompanhou posteriormente. A família vivia na Casa Verde, região da zona norte paulistana, onde eram comuns os grupos chorões e seresteiros.
Izaías, na adolescência, montou um conjunto, o Grupo Bola Preta, com amigos. Israel, então, depois passou também a participar dos ensaios e apresentações. Izaías gostava de frequentar encontros de músicos na Casa Del Vecchio, rua Aurora, centro. Lá viu Garoto, Mário Portela, Jaime Soares, Serelepe, muita gente boa que visitava o espaço sempre que possível. E, aos poucos, trocando experiências, foram se tornando conhecidos no meio. Travaram contato com nomes notáveis como Antonio Rago, Xixa, Roberto Sass, Portinho, Hortêncio, Jucy, entre outros. E não deixavam de frequentar a lendária roda de choro de Antonio D'Áuria, na Avenida Rudge, nos anos 50, ponto de encontro de bambas de todo o país que, ao visitarem São Paulo, passavam na casa do violonista D'Áurea para uma "chorada". Alguns exemplos para constar são Pixinguinha, Jacob do Bandolim e Altamiro Carrilho. Deste núcleo, surgiu o Conjunto Atlântico, tendo a frente D'Áuria, onde Izaías acabou com o tempo tornando-se figura titular, especialmente após o afastamento do bandolinista Amador Pinho. Ainda jovens, participaram das históricas "Noites dos Choristas", criadas por Jacob do Bandolim e veiculadas pela TV Record em maio de 1955 e abril de 56.
Os irmãos tocaram também paralelamente no regional de Mauro Silva e no de Caçulinha, apresentando-se em importantes programas como "O Fino da Bossa" e "Bossaudade", na TV Record, junto a Elizeth Cardoso, Ciro Monteiro, Elis Regina e demais convidados.
Com o fim do Conjunto Atlântico e a "aposentadoria musical" de D'Aurea, Izaías passou a liderar a sua própria formação, o conjunto Izaías e Seus Chorões, entre outras coisas, veiculando programas na TV Cultura, em parceria com o produtor e apresentador Julio Lerner, um grande divulgador do chorinho. Em 1974 Izaías faturou o premio APCA como 'revelação do ano'. Parceiros básicos no grupo eram Marçola, violão, Malavasi, cavaco, Clodoaldo, pandeiro e Valdir Guide, percussão. No dia 21 de novembro de 1979 o conjunto tocou no Teatro Municipal de São Paulo nas comemorações de 30 anos da carreira de Waldir Azevedo, ao lado de Carlos Poyares, Ademilde Fonseca, Paulinho da Viola, Copinha, Cesar Faria, Raphael Rabello, Paulo Moura, Arthur Moreira Lima, Celso Machado e Osmar do Trio Elétrico, com LP registrado pela brasileira Continental.
O conjunto gravou os LPs "O Fino do Bandolim", "O Regional Brasileiro na Música dos Beatles" e "Pé na Cadeira". Em 1999, lançou o CD "Quem Não Chora Não Ama", ganhando o prêmio "Movimento da Música Popular Brasileira" como melhor disco instrumental do ano. Em 2005 saem três CDs contando a história do choro, pelo selo CPC-UMES. Em 2009, com a formação Izaías e Israel Entre Amigos, no teatro da CPC-UMES, na Bela Vista, centro de São Paulo, ficam um semestre com o espetáculo "O Choro e Sua História", contando a trajetória do primeiro gênero urbano de musica brasileiro. Além dos dois irmãos, participaram Edmilson Capelupi (violão de 6 cordas), seu pai Haroldo Capelupi (cavaquinho) e José Reli, o Zequinha (pandeiro). Pouco depois do final da temporada, Haroldo e Zequinha do Pandeiro faleceram. Em 2006, os irmãos haviam também tomado parte do projeto “Moderna Tradição”, tocando com o percussionista Guello, o acordeonista Lula Alencar, o clarinetista Nailor Proveta e o pianista Benjamin Taubkin. Em 2012, saiu o CD “Izaías e Seus Chorões & Quintal Brasileiro”, unindo os chorões com um grupo de cordas, destacando a obra "Retratos", uma suíte composta pelo gaúcho Radamés Gnatalli (1906-1988). Em 2017, Izaías lançou pelo selo Arterumo o CD autoral "Chorando na Garoa" com seu grupo. Foi também homenageado pelos seus 80 anos de vida com a publicação da obra "Conjunto Atlântico - Uma História de Amor ao Choro", de José de Almeida Amaral Júnior, Ed. Paulistinha, recordando a formação instrumental de Antonio D'Auria onde Izaias iniciou sua carreira.
O Izaías e Seus Chorões, que já se apresentou em diversas cidades do país e também no exterior, mantém, assim, intensa vitalidade em seu trabalho na defesa da tradição do choro brasileiro. Atualmente, os integrantes são Izaías Bueno (Bandolim), Israel Bueno (Violão), Marco Bailão (Violão), Getúlio Ribeiro (Cavaquinho) e Allan Gaia Pio (Pandeiro). Às sextas feiras, tocam há anos no bairro do Sumaré, no conhecido Estúdio do Silvinho, para deleite dos apreciadores que vem a São Paulo, recebendo convidados que vão de velhos companheiros aos novos talentos que abraçam o choro. Os irmãos são, indiscutivelmente, pela sua dedicação, trajetória e idealismo, um patrimônio vivo da música popular brasileira.

## Discografia
- (Sem data) "O fino do bandolim" - Bandeirantes Discos LP
- (Sem data) "O regional brasileiro na música dos Beatles" - Clack Discos LP
- (1994) "30 anos de Waldir Azevedo" - Continental CD
- (1999) "Pé na cadeira" - Kuarup CD
- (1999) "Quem Não Chora Não Ama" - CPC UMES CD
- (2000) "Perfil de São Paulo" com Inezita Barroso - Inter CD
- (2006) "O Choro e Sua História - Izaías e Israel Entre Amigos" - CPC UMES CD
- (2013) "Radamés Gnattali - Valsas e Retratos" com Quintal Brasileiro - SESC CD
- (2017) "Chorando na Garoa" - Arterumo CD